# Hebban olla vogala

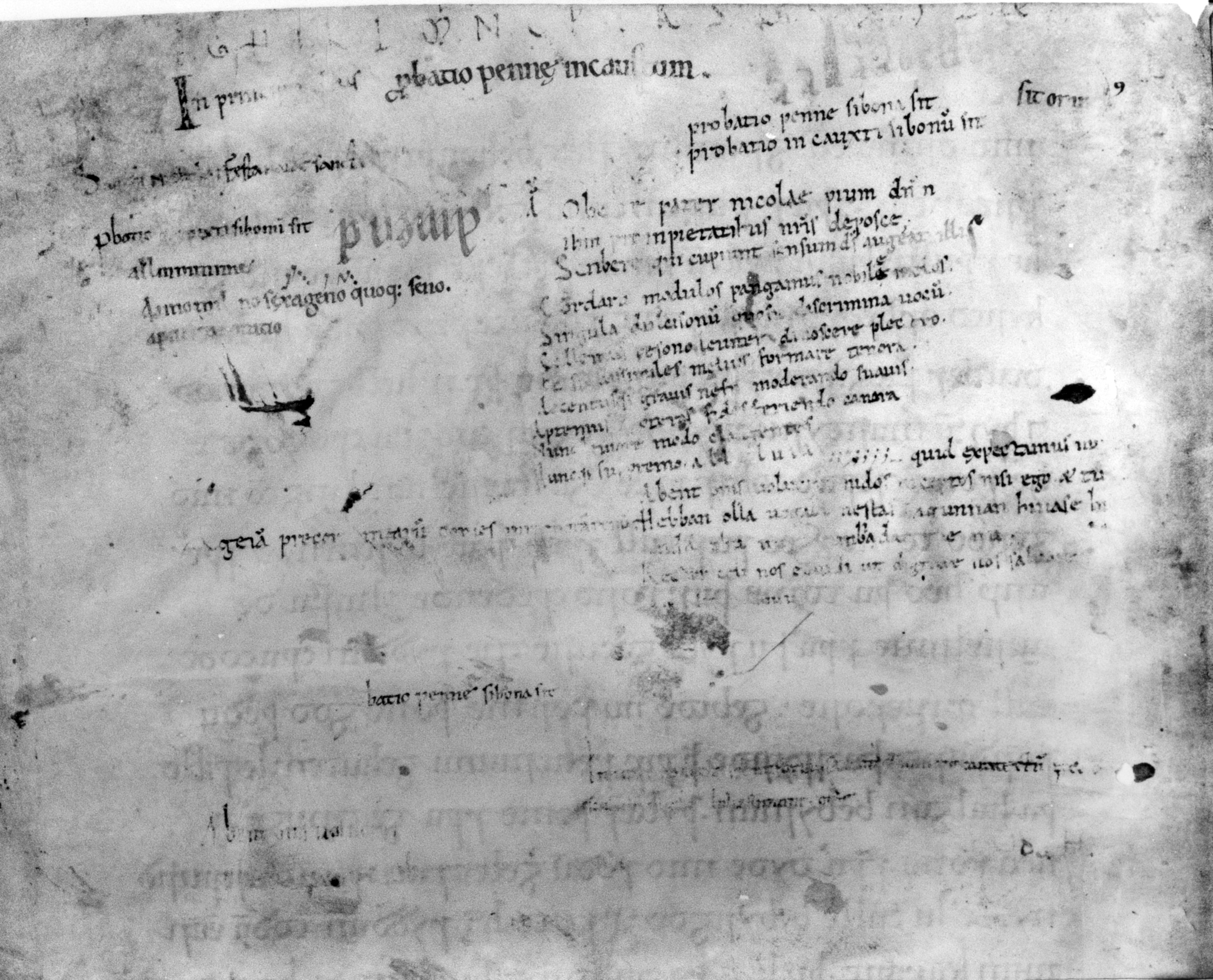
Lettura del testo: quid expectamus nu(nc?). Abent omnes uolucres nidos inceptos nisi ego e tu. Hebban olla uogala nestas hagunnan hinase hi(c) (a)nda thu ...uug....mb ada....e nu. Rectar celi nos exuadi ut dignare nos saluare..

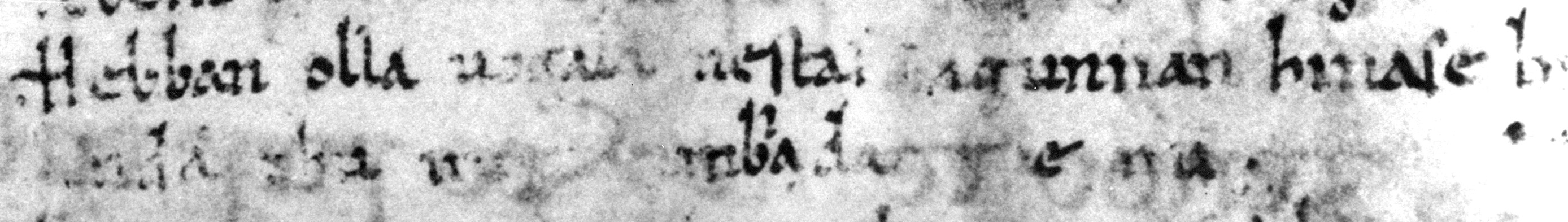
Frammento del testo.

Hebban olla vogala, trascritto anche hebban olla uogala, sono le prime tre parole di un frammento di antico olandese del XII secolo. Il frammento fu scoperto nel 1932 a margine di un manoscritto latino fatto nell'abbazia di Rochester, nel Kent, che è conservato a Oxford. È stato datato al XII secolo, ma potrebbe essere anche più antico.
Benché questo sia comunemente citato come il più antico frammento di olandese, sono stati scoperti altri frammenti molto più antichi, per esempio i Salmi Wachtendonk (X secolo), frammenti della Legge Salica (VI secolo), e un antico voto battesimale di Utrecht, ‘Gelobistu in Got alamehtigan fadaer?' (Credi in Dio, il padre onnipotente?), che risale all'VIII secolo.
Il frammento riporta una frase in latino, il cui testo è il seguente:
"(H)abent omnes uolucres nidos inceptos nisi ego et tu. Quid expectamus nunc."
A questa l'autore fa seguire la traduzione in olandese:
"Hebban olla uogala nestas hagunnan hinase hi(c) (a)nda thu uuat unbidan uue nu":
Comunemente ricostruito come:
"Hebban olla vogala nestas hagunnan hinase hic anda thu. Wat unbidan we nu?":
Una traduzione approssimativa in italiano è la seguente:
"Hanno tutti gli uccelli cominciato i nidi, tranne me e te. Che cosa stiamo aspettando?":
Il testo fu scritto dall'autore per provare la penna, come egli stesso indica nella frase "probatio penne si bona sit".

## Varie teorie
Secondo il professor Luc de Grauwe dell'Università di Gand, il testo potrebbe egualmente essere in inglese antico, più specificamente in antico kentiano, il che avrebbe senso considerato che fu scritto in Inghilterra.
Recentemente il professor Frits van Oostrom dell'Università di Utrecht ha collegato il testo al genere moresco kharja, che include strofe cantate dalle donne ai loro amanti lontani. Van Oostrom conclude che il frammento fu probabilmente scritto da una donna o da una prospettiva femminile.